# El-Sayed Eid
El-Sayed Eid (ar. السيد عي; ur. 27 czerwca 1966 w Port Saidzie) – egipski piłkarz grający na pozycji lewego obrońcy. W swojej karierze rozegrał 3 mecze w reprezentacji Egiptu.

## Kariera klubowa
Swoją karierę piłkarską Eid rozpoczął w klubie Al-Masry, w którym zadebiutował w 1987 roku. Grał w nim do 1993 roku. W latach 1993–1998 był zawodnikiem Al-Merreikh, a w latach 1998-2000 Suez SC, w którym zakończył karierę.

## Kariera reprezentacyjna
W reprezentacji Egiptu Eid zadebiutował 5 grudnia 1991 w zremisowanym 0:0 towarzyskim meczu z Polską, rozegranym w Kairze. W 1992 roku powołano go do kadry na Puchar Narodów Afryki 1992. Na tym turnieju nie wystąpił ani razu. Od 1991 do 1992 rozegrał w kadrze narodowej 3 mecze.